# Verzweigung Bern-Wankdorf
De Verzweigung Bern-Wankdorf is een knooppunt in Zwitserland. Op dit knooppunt bij de stad Bern sluiten de A1 en de A6 aan op de A1/A6.

## Configuratie
Het knooppunt is een half-sterknooppunt.